# Puchar Polski w piłce siatkowej kobiet (2010/2011)
Puchar Polski w piłce siatkowej kobiet 2010/2011 – 54. sezon rozgrywek o siatkarski Puchar Polski odbywający się od 1932 roku. 

## System rozgrywek
Rozgrywki składały się z pięciu rund wstępnych, ćwierćfinałów i turnieju finałowego. Drużyny, które grają w II lidze rozpoczynają od 1. rundy. Następnie w 3. rundzie do zwycięzców z 2. rundy dojdą drużyny z I ligi, następnie w 5. rundzie rozpoczną rozgrywki drużyny z PlusLigi, które po pierwszej części sezonu zajęły miejsca 5-10. A od ćwierćfinału występować będą drużyny z pierwszej czwórki pierwszej części sezonu zasadniczego. Gospodarzem w rundach wstępnych jest drużyna, która zajęła niższą pozycję w klasyfikacji końcowej lub z niższej ligi.

## Drużyny uczestniczące
| PlusLigi Kobiet 10 drużyn | PlusLigi Kobiet 10 drużyn |
| ------------------------- | ------------------------- |
| BKS Aluprof Bielsko-Biała | finał                     |
| Muszynianka Muszyna       | zwycięzca                 |
| MKS Dąbrowa Górnicza      | ćwierćfinał               |
| Atom Trefl Sopot          | półfinał                  |
| AZS Białystok             | 6. runda                  |
| Budowlani Łódź            | ćwierćfinał               |
| Centrostal Bydgoszcz      | półfinał                  |
| Gwardia Wrocław           | 6. runda                  |
| Stal Mielec               | 6. runda                  |
| TPS Rumia                 | ćwierćfinał               |

| I liga 10 drużyn                     | I liga 10 drużyn |
| ------------------------------------ | ---------------- |
| Gedania Żukowo                       | 3. runda         |
| KS Murowana Goślina                  | 4. runda         |
| PTPS Piła                            | ćwierćfinał      |
| Chemik Police                        | 3. runda         |
| MUKS Sparta Warszawa                 | 5. runda         |
| KSZO Ostrowiec Św.                   | 4. runda         |
| Eliteski Skawa AZS UEK Kraków        | 6. runda         |
| Silesia Volley I                     | 4. runda         |
| PLKS Pszczyna                        | 5. runda         |
| KŚ AZS Politechniki Śląskiej Gliwice | 3. runda         |

| niższe ligi 6 drużyn                 | niższe ligi 6 drużyn |
| ------------------------------------ | -------------------- |
| LTS Legionovia Legionowo             | 3. runda             |
| UKS Zielone Wzgórza Murowana Goślina | 2. runda             |
| KS Energetyk Poznań                  | 3. runda             |
| MCKiS Jaworzno                       | 2. runda             |
| EKS Skra Bełchatów                   | 3. runda             |
| Silesia Volley II                    | 3. runda             |

## Rozgrywki

### 2. runda
| Data       | Drużyna 1                | Wynik | Drużyna 2           | Sety                |
| ---------- | ------------------------ | ----- | ------------------- | ------------------- |
| 18.09.2010 | LTS Legionovia Legionowo |       | wolny los           |                     |
| 18.09.2010 | UKS Murowana Goślina     | 0:3   | KS Energetyk Poznań | 15:25, 12:25, 20:25 |
| 22.09.2010 | MCKiS Jaworzno           | 0:3   | Silesia Volley II   | 17:25, 19:25, 24:26 |
| 18.09.2010 | EKS Skra Bełchatów       |       | wolny los           |                     |

### 3. runda
| Data       | Drużyna 1                            | Wynik | Drużyna 2                    | Sety                              |
| ---------- | ------------------------------------ | ----- | ---------------------------- | --------------------------------- |
| 13.10.2010 | Murowana Goślina                     | 3:0   | Gedania Żukowo               | 28:26, 25:14, 25:16               |
| 29.10.2010 | LTS Legionovia Legionowo             | 1:3   | PTPS Piła                    | 25:20, 17:25, 21:25, 21:25        |
| 13.10.2010 | MUKS Sparta Warszawa                 | 3:1   | PSPS Chemik Police           | 23:25, 25:13, 25:17, 25:17        |
| 13.10.2010 | KS Energetyk Poznań                  | 0:3   | KSZO Ostrowiec Świętokrzyski | 13:25, 19:25, 11:25               |
| 13.10.2010 | KŚ AZS Politechniki Śląskiej Gliwice | 2:3   | PLKS Pszczyna                | 25:21, 25:22, 22:25, 21:25, 12:15 |
| 13.10.2010 | Silesia Volley II Chorzów            | 0:3   | Silesia Volley I             | 18:25, 18:25, 16:25               |
| 27.10.2010 | EKS Skra Bełchatów                   | 0:3   | AZS UEK Kraków               | 18:25, 23:25, 12:25               |

### 4. runda
| Data       | Drużyna 1            | Wynik | Drużyna 2                    | Sety                              |
| ---------- | -------------------- | ----- | ---------------------------- | --------------------------------- |
| 27.10.2010 | Murowana Goślina     | 0:3   | PTPS Piła                    | 17:25, 18:25, 25:27               |
| 27.10.2010 | MUKS Sparta Warszawa | 3:2   | KSZO Ostrowiec Świętokrzyski | 25:18, 21:25, 25:19, 23:25, 15:10 |
| 27.10.2010 | Silesia Volley I     | 2:3   | PLKS Pszczyna                | 26:24, 24:26, 25:22, 23:25, 10:15 |
| 27.10.2010 | AZS UEK Kraków       |       | wolny los                    |                                   |

### 5. runda
| Data       | Drużyna 1            | Wynik | Drużyna 2            | Sety                              |
| ---------- | -------------------- | ----- | -------------------- | --------------------------------- |
| 24.11.2010 | MUKS Sparta Warszawa | 0:3   | PTPS Piła            | 19:25, 15:25, 18:25               |
| 08.12.2010 | PTPS Piła            | 3:0   | MUKS Sparta Warszawa | 25:17, 25:23, 25:19               |
|            |                      |       |                      |                                   |
| 24.11.2010 | AZS UEK Kraków       | 3:1   | PLKS Pszczyna        | 25:22, 27:25, 23:25, 25:23        |
| 08.12.2010 | PLKS Pszczyna        | 3:2   | AZS UEK Kraków       | 27:25, 25:16, 16:25, 23:25, 15:13 |

### 6. runda
| Data       | Drużyna 1      | Wynik | Drużyna 2               | Sety                       |
| ---------- | -------------- | ----- | ----------------------- | -------------------------- |
| 23.03.2011 | PTPS Piła      | 3:1   | Gwardia Wrocław         | 20:25, 25:21, 25:15, 25:13 |
| 23.03.2011 | TPS Rumia      | 3:1   | AZS Białystok           | 25:23, 22:25, 25:18, 27:25 |
| 24.03.2011 | Stal Mielec    | 0:3   | MKS Dąbrowa Górnicza    | 24:26, 20:25, 19:25        |
| 23.03.2011 | AZS UEK Kraków | 0:3   | Organika Budowlani Łódź | 22:25, 17:25, 20:25        |

### Turniej finałowy

#### Drabinka
|  |                         |                         |                       |                       |   |                       |                       |          |  |  |       |       |       |
|  | Ćwierćfinał             | Ćwierćfinał             | Ćwierćfinał           |                       |   | Półfinał              | Półfinał              | Półfinał |  |  | Finał | Finał | Finał |
|  | Ćwierćfinał             | Ćwierćfinał             | Ćwierćfinał           |                       |   | Półfinał              | Półfinał              | Półfinał |  |  | Finał | Finał | Finał |
|  |                         |                         |                       |                       |   |                       |                       |          |  |  |       |       |       |
|  |                         |                         |                       |                       |   |                       |                       |          |  |  |       |       |       |
|  | Muszynianka Muszyna     | Muszynianka Muszyna     | 3                     |                       |   |                       |                       |          |  |  |       |       |       |
|  | Muszynianka Muszyna     | Muszynianka Muszyna     | 3                     |                       |   |                       |                       |          |  |  |       |       |       |
|  | PTPS Piła               | PTPS Piła               | 0                     |                       |   |                       |                       |          |  |  |       |       |       |
|  | PTPS Piła               | PTPS Piła               | 0                     |                       |   | Muszynianka Muszyna   | Muszynianka Muszyna   | 3        |  |  |       |       |       |
|  |                         |                         |                       |                       |   | Muszynianka Muszyna   | Muszynianka Muszyna   | 3        |  |  |       |       |       |
|  |                         |                         | Centrostal Bydgoszcz  | Centrostal Bydgoszcz  | 0 |                       |                       |          |  |  |       |       |       |
|  | Centrostal Bydgoszcz    | Centrostal Bydgoszcz    | Centrostal Bydgoszcz  | Centrostal Bydgoszcz  | 0 | 3                     |                       |          |  |  |       |       |       |
|  | Centrostal Bydgoszcz    | Centrostal Bydgoszcz    |                       |                       |   |                       |                       |          |  |  |       |       |       |
|  | TPS Rumia               | TPS Rumia               | 0                     |                       |   |                       |                       |          |  |  |       |       |       |
|  | TPS Rumia               | TPS Rumia               | 0                     |                       |   | Muszynianka Muszyna   | Muszynianka Muszyna   | 3        |  |  |       |       |       |
|  |                         |                         |                       |                       |   |                       | Muszynianka Muszyna   | 3        |  |  |       |       |       |
|  |                         |                         | Aluprof Bielsko-Biała | Aluprof Bielsko-Biała | 2 |                       |                       |          |  |  |       |       |       |
|  | Aluprof Bielsko-Biała   | Aluprof Bielsko-Biała   | Aluprof Bielsko-Biała | Aluprof Bielsko-Biała | 2 | 3                     |                       |          |  |  |       |       |       |
|  | Aluprof Bielsko-Biała   | Aluprof Bielsko-Biała   |                       |                       |   |                       |                       |          |  |  |       |       |       |
|  | MKS Dąbrowa Górnicza    | MKS Dąbrowa Górnicza    | 2                     |                       |   |                       |                       |          |  |  |       |       |       |
|  | MKS Dąbrowa Górnicza    | MKS Dąbrowa Górnicza    | 2                     |                       |   | Aluprof Bielsko-Biała | Aluprof Bielsko-Biała | 3        |  |  |       |       |       |
|  |                         |                         |                       |                       |   | Aluprof Bielsko-Biała | Aluprof Bielsko-Biała | 3        |  |  |       |       |       |
|  |                         |                         | Atom Trefl Sopot      | Atom Trefl Sopot      | 1 |                       |                       |          |  |  |       |       |       |
|  | Atom Trefl Sopot        | Atom Trefl Sopot        | Atom Trefl Sopot      | Atom Trefl Sopot      | 1 | 3                     |                       |          |  |  |       |       |       |
|  | Atom Trefl Sopot        | Atom Trefl Sopot        |                       |                       |   |                       |                       |          |  |  |       |       |       |
|  | Organika Budowlani Łódź | Organika Budowlani Łódź | 0                     |                       |   |                       |                       |          |  |  |       |       |       |
|  | Organika Budowlani Łódź | Organika Budowlani Łódź | 0                     |                       |   |                       |                       |          |  |  |       |       |       |

#### Ćwierćfinały
| Data       | Drużyna 1             | Wynik | Drużyna 2               | Sety                             |
| ---------- | --------------------- | ----- | ----------------------- | -------------------------------- |
| 08.04.2011 | Muszynianka Muszyna   | 3:0   | PTPS Piła               | 25:20, 25:14, 25:20              |
| 08.04.2011 | Centrostal Bydgoszcz  | 3:0   | TPS Rumia               | 25:11, 25:11, 25:19              |
| 08.04.2011 | Aluprof Bielsko-Biała | 3:2   | MKS Dąbrowa Górnicza    | 20:25, 19:25, 25:22, 25:20, 15:8 |
| 08.04.2011 | Atom Trefl Sopot      | 3:0   | Organika Budowlani Łódź | 25:14, 25:18, 25:12              |

#### Półfinały
| Data       | Drużyna 1             | Wynik | Drużyna 2            | Sety                       |
| ---------- | --------------------- | ----- | -------------------- | -------------------------- |
| 09.04.2011 | Muszynianka Muszyna   | 3:0   | Centrostal Bydgoszcz | 25:17, 25:17, 25:22        |
| 09.04.2011 | Aluprof Bielsko-Biała | 3:1   | Atom Trefl Sopot     | 25:22, 22:25, 25:22, 25:11 |

#### Finał
| Data       | Drużyna 1           | Wynik | Drużyna 2             | Sety                             |
| ---------- | ------------------- | ----- | --------------------- | -------------------------------- |
| 10.04.2011 | Muszynianka Muszyna | 3:2   | Aluprof Bielsko-Biała | 23:25, 25:22, 28:30, 25:23, 15:9 |